# 1965-ös Formula–1 dél-afrikai nagydíj
A dél-afrikai nagydíj volt az 1965-ös Formula–1 világbajnokság szezonnyitó futama, amelyet 1965. január 1-jén rendeztek meg a dél-afrikai Prince George Circuiten, East Londonban.

## Futam
Jim Clark az első helyről indulva végig vezette a versenyt. A futamot túl korán, egy körrel előbb intették le, de Clark ment még egy kört és győzött John Surtees, Graham Hill és csapattársa, Mike Spence előtt. Ez volt Jackie Stewart első versenye, amelyen 1 pontot szerzett. Itt debütált a Goodyear gumimárka a sportágban a Brabham csapattal, megtörve a Dunlop eddigi egyeduralmát.
| Helyezés | Rajtszám | Versenyző        | Csapat/Motor    | Futott kör | Idő/Kiesés oka     | Rajthely | Pont |
| -------- | -------- | ---------------- | --------------- | ---------- | ------------------ | -------- | ---- |
| 1        | 5        | Jim Clark        | Lotus-Climax    | 85         | 2h06:46,0          | 1        | 9    |
| 2        | 1        | John Surtees     | Ferrari         | 85         | + 29,0             | 2        | 6    |
| 3        | 3        | Graham Hill      | BRM             | 85         | + 31,8             | 5        | 4    |
| 4        | 6        | Mike Spence      | Lotus-Climax    | 85         | + 54,4             | 4        | 3    |
| 5        | 9        | Bruce McLaren    | Cooper-Climax   | 84         | + 1 kör            | 8        | 2    |
| 6        | 4        | Jackie Stewart   | BRM             | 83         | + 2 kör            | 11       | 1    |
| 7        | 12       | Jo Siffert       | Brabham-BRM     | 83         | + 2 kör            | 14       |      |
| 8        | 7        | Jack Brabham     | Brabham-Climax  | 81         | + 4 kör            | 3        |      |
| 9        | 18       | Paul Hawkins     | Brabham-Ford    | 81         | + 4 kör            | 16       |      |
| 10       | 20       | Peter de Klerk   | Alfa Romeo      | 79         | + 6 kör            | 17       |      |
| 11       | 15       | Tony Maggs       | Lotus-BRM       | 77         | + 8 kör            | 13       |      |
| 12       | 16       | Frank Gardner    | Brabham-BRM     | 75         | + 10 kör           | 15       |      |
| 13       | 25       | Sam Tingle       | LDS-Alfa Romeo  | 73         | + 12 kör           | 20       |      |
| 14       | 19       | David Prophet    | Brabham-Ford    | 71         | + 14 kör           | 19       |      |
| 15       | 2        | Lorenzo Bandini  | Ferrari         | 66         | Gyújtás            | 6        |      |
| HN       | 14       | Bob Anderson     | Brabham-Climax  | 50         | + 35 kör           | 12       |      |
| Ki       | 11       | Jo Bonnier       | Brabham-Climax  | 42         | Kuplung            | 7        |      |
| Ki       | 10       | Jochen Rindt     | Cooper-Climax   | 39         | Elektronika        | 10       |      |
| Ki       | 17       | John Love        | Cooper-Climax   | 20         | Féltengely         | 18       |      |
| Ki       | 8        | Dan Gurney       | Brabham-Climax  | 11         | Gyújtás            | 9        |      |
| NK       | 28       | Trevor Blokdyk   | Cooper-Ford     |            | Nem kvalifikált    |          |      |
| NK       | 23       | Neville Lederle  | Lotus-Climax    |            | Nem kvalifikált    |          |      |
| NK       | 21       | Doug Serrurier   | LDS-Climax      |            | Nem kvalifikált    |          |      |
| NK       | 27       | Brausch Niemann  | Lotus-Ford      |            | Nem kvalifikált    |          |      |
| NK       | 22       | Ernie Pieterse   | Lotus-Climax    |            | Nem kvalifikált    |          |      |
| NeK      | 24       | Clive Puzey      | Lotus-Climax    |            | Nem előkvalifikált |          |      |
| NeK      | 29       | Jackie Pretorius | LDS-Alfa Romeo  |            | Nem előkvalifikált |          |      |
| NeK      | 32       | Dave Charlton    | Lotus-Ford      |            | Nem előkvalifikált |          |      |
| Vi       | 26       | Ray Reed         | RE-Alfa Romeo   |            | Visszalépett       |          |      |
| Vi       | 31       | David Clapham    | Cooper-Maserati |            | Visszalépett       |          |      |
| Vi       | 33       | Alex Blignaut    | Cooper-Climax   |            | Visszalépett       |          |      |

### Statisztikák
Vezető helyen: Jim Clark 85 (1-85)
Jim Clark 14. győzelme, 19. pol pozíció , 18. leggyorsabb köre, 8. mesterhármasa (pp, lk, gy)
- Lotus 19. győzelme.

Jackie Stewart első, Tony Maggs utolsó versenye.